# Росохацька сільська рада (Чортківський район)
Росо́хацька сільська́ ра́да — колишня адміністративно-територіальна одиниця та орган місцевого самоврядування в Чортківському районі Тернопільської області. Адміністративний центр — с. Росохач.

## Загальні відомості
- Територія ради: 26,864 км²
- Населення ради: 1 947 осіб (станом на 2001 рік)
- Територією ради протікає річка Серет

## Населені пункти
Сільській раді підпорядковані населені пункти:
- с. Росохач

## Історія
Сільська рада утворена у вересні 1939 року.

## Географія
Росохацька сільська рада межувала з Ягільницькою, Сосулівською, Залісянською, Угринською сільськими та Чортківською міською радами — Чортківського району.
24 грудня 2019 року увійшла до складу Чортківської міської громади.

## Склад ради
Рада складається з 12 депутатів та голови.

### Керівний склад попередніх скликань

#### Голови ради
| Прізвище, ім'я, по батькові      | Основні відомості | Дата обрання | Дата звільнення |
| -------------------------------- | ----------------- | ------------ | --------------- |
| Черніховський Володимир Петрович | Сільський голова  | 1990         | 1994            |
| Черніховський Володимир Петрович | Сільський голова  | 1994         | 1998            |
| Черніховський Володимир Петрович | Сільський голова  | 1998         | 2002            |
| Черніховський Володимир Петрович | Сільський голова  | 2002         | 2006            |
| Черніховський Володимир Петрович | Сільський голова  | 26.03.2006   | 31.10.2010      |
| Басістий Віктор Васильович       | Сільський голова  | 31.10.2010   | 2015            |
| ?                                | Сільський голова  | 2015         | 24.12.2019      |

#### Секретарі ради
| Прізвище, ім'я, по батькові | Основні відомості | Дата обрання | Дата звільнення |
| --------------------------- | ----------------- | ------------ | --------------- |
| Басіста Ганна Степанівна    | Секретар          | 1990         | 1994            |
| Штира Оксана Степанівна     | Секретар          | 1994         | 1998            |
| Штира Оксана Степанівна     | Секретар          | 1998         | 2002            |
| Штира Оксана Степанівна     | Секретар          | 2002         | 2006            |
| Штира Оксана Степанівна     | Секретар          | 2006         | 2010            |
| Плішка Оксана Володимирівна | Секретар          | 2010         | 2015            |
| Плішка Оксана Володимирівна | Секретар          | 2015         | 2019            |

### Депутати

#### VII скликання
За результатами місцевих виборів 2015 року депутатами ради стали:
1. Семенюк Петро Русланович
2. Полич Павліна Михайлівна
3. Плішка Оксана Володимирівна
4. Дерій Оксана Михайлівна
5. Врущак Іванна Павлівна
6. Білий Микола Васильович
7. Цуркан Галина Михайлівна
8. Бабій Іван Якович
9. Гриців Людмила Володимирівна
10. Безпалько Іван Ярославович
11. Слободян Василь Миколайович
12. Повшок Надія Василівна
13. Свідзінський Іван Степанович
14. Рембоха Галина Володимирівна

#### VI скликання
За результатами місцевих виборів 2010 року депутатами ради стали:
1. Мармус Зафія Матріївна
2. Полич Павліна Михайлівна
3. Юрків Зоряна Євстахівна
4. Плішка Іван Петровиич
5. Плішка Наталія Ярославівна
6. Жаровська Ольга Михайлівна
7. Безпалько Іван Ярославович
8. Батрин Василь Петрович
9. Гриців Людмила Володимирівна
10. Штира Оксана Степанівна
11. Андрухів Ольга Юріївна
12. Рембоха Микола Михайлович
13. Осадчук Любомир Дмитрович
14. Михайлюк Володимир Євгенович
15. Штира Галина Петрівна
16. Балакунець Микола Зіновійович

#### V скликання
За результатами місцевих виборів 2006 року депутатами ради стали:
1. Доскочинський Михайло Петрович
2. Кравець Олег Михайлович
3. Лотоцький Василь Іванович
4. Мармув Микола Васильович
5. Опирчук Іванна Михайлівна
6. Лотоцький Іван Васильович
7. Біла Віра Миколаївна
8. Батрин Василь Петрович
9. Когут Володимир Антонович
10. Штира Оксана Степанівна
11. Безпалько Анатолій Петрович
12. Рембоха Микола Михайлович
13. Цуркан Михайло Володимирович
14. Винничук Людмила Іванівна
15. Дутка Андрій Тарасович
16. Стецюк Богдан Іванович

#### IV скликання
За результатами місцевих виборів 2002 року депутатами ради стали:
1. Гладій Ольга Павлівна
2. Опирчук Іванна Михайлівна
3. Лотоцький Василь Іванович
4. Штира Петро Євстахович
5. Мацишин Богдан Євстахович
6. Сернецька Галина Павлівна
7. Когут Володимир Антонович
8. Погрібний Павло Миколайович
9. Штира Оксана Степанівна
10. Білий Степан Васильович
11. Олішевський Іван Олексійович
12. Плішко Петро Васильович
13. Ростіцька Ольга Василівна
14. Сапіщук Марія Михайлівна
15. Балакунець Микола Зеновійович

#### III скликання
За результатами місцевих виборів 1998 року депутатами ради стали:
1. Мацишин Василь Іванович
2. Штира Петро Євстахович
3. Лотоцький Василь Іванович
4. Штира Оксана Степанівна
5. Мацишин Іван Васильович
6. Біла Віра Миколаївна
7. Батрин Василь Петрович
8. Погрібний Павло Миколайович
9. Когут Володимир Антонович
10. Бабій Іван Якович
11. Олішевський Іван Олексійович
12. Плішко Петро Васильович
13. Гладій Степан Васильович
14. Сапіщук Марія Михайлівна
15. Балакунець Микола Зеновійович

#### II скликання
За результатами місцевих виборів 1994 року депутатами ради стали:
1. Навізовська Дарія Іванівна
2. Буряк Марія Яківна
3. Плішка Ольга Іванівна
4. Коберніцький Ярослав Васильович
5. Мацишин Ганна Богданівна
6. Біла Віра Миколаївна
7. Батрин Василь Петрович
8. Загородний Михайло Іванович
9. Когут Володимир Антонович
10. Бабій Іван Якович
11. Гладій Степан Васильович
12. Олішевська Стефанія Іванівна
13. Павшок Надія Яківна
14. Сапіщук Марія Михайлівна
15. Балакунець Микола Зеновійович

#### I скликання
За результатами місцевих виборів 1990 року депутатами ради стали:
1. Черніховський Володимир Петрович
2. Сов′як Ганна Петрівна
3. Мацишин Ганна Богданівна
4. Недокус Зеновій Степанович
5. Плішко Петро Васильович
6. Батрин Петро Васильович
7. Дешекий Ярослав Васильович
8. Басіста Ганна Степанівна
9. Павшок Надія Яківна
10. Гриців Галина Несторівна
11. Сапіщук Петро Андрійович
12. Баньківська Ольга Іванівна
13. Грешко Василь Тимофійович
14. Батрин Марія Василівна
15. Федик Богдан Іванович
16. Плішка Ольга Іванівна
17. Полич Павліна Михайлівна